# Трисвинецевропий
Трисвинецевропий — бинарное неорганическое соединение
европия и свинца
с формулой EuPb3,
кристаллы.

## Получение
- Сплавление стехиометрических количеств чистых веществ:

{\displaystyle {\mathsf {Eu+3Pb\ {\xrightarrow {788^{o}C}}\ EuPb_{3}}}}

## Физические свойства
Трисвинецевропий образует кристаллы
кубической сингонии, пространственная группа P m3m, параметры ячейки a = 0,4915 нм, Z = 1,
структура типа тримедьзолота AuCu3
.
Соединение конгруэнтно плавится при температуре 788°C.